# Les Musiciens du Louvre
 (janvier 2018).
Si vous disposez d'ouvrages ou d'articles de référence ou si vous connaissez des sites web de qualité traitant du thème abordé ici, merci de compléter l'article en donnant les références utiles à sa vérifiabilité et en les liant à la section « Notes et références ».
Les Musiciens du Louvre sont un ensemble de musiciens français fondé par le chef d'orchestre  Marc Minkowski en 1982, spécialisé dans les répertoires baroques, classiques et romantiques, qu'il interprète sur instruments d'époque.

## Histoire
Fondé par Marc Minkowski en 1982, l'ensemble Les Musiciens du Louvre est à l'origine basé à Paris. C'est le 20 mars 1982 que la formation « donnait un premier concert, sous la direction de Marc Minkowski, avec des concertos de Bach, Haendel et Vivaldi. »
À partir de 1987, il s'impose sur la scène européenne parmi les ensembles de musique baroque et classique. Depuis quelques années, ses incursions dans les ouvrages d'Offenbach, Berlioz et Bizet ont également été couronnées de succès.
En 1992, l'ensemble inaugure le festival de musique baroque de l'Opéra de Versailles avec l'Armide de Gluck, puis en 1993 il prend part à l'inauguration de l'opéra conçu par l'architecte Jean Nouvel à Lyon avec Phaëton de Jean-Baptiste Lully. Cette même année il reçoit un Gramophone Award au titre de « meilleur enregistrement vocal baroque » pour son enregistrement de San Giovanni Battista d'Alessandro Stradella.
En 1996, l'ensemble est en résidence à Grenoble où il fusionne avec l'Ensemble instrumental de la ville et prend le nom « Les Musiciens du Louvre Grenoble » qu'il conserve jusqu'en 2014. En 2004, dès la réouverture de la Maison de la culture de la ville, rebaptisée pour l'occasion MC2, l'ensemble anime un atelier de création.
En 2000 c'est au théâtre du Châtelet que l'ensemble joue Offenbach pour la première fois, avec la Belle Hélène, dans la mise en scène de Laurent Pelly, grand succès reprise à plusieurs reprises.
En 2002 l'orchestre et les chœurs livrent à l'Opéra Garnier, un Platée mis en scène par Laurent Pelly, séduisant le critique de ResMusica qui souligne « la direction de Marc Minkowski enlevée, imagée, ludique, ménage de belles plages de poésie et de nostalgie, l’Orchestre Les Musiciens du Louvre-Grenoble fait un sans faute, truculent et plein d’allant. ».
En 2004 l'ensemble accompagne la mezzo soprano Cecilia Bartoli dans un récital composé d'airs de Haendel dans une tournée qui les conduit d'abord à Grenoble puis à Francfort et à Vienne.
L'été 2004, c'est au festival d'Aix-en Provence, que l'ensemble est salué pour sa performance dans l'Enlèvement au sérail, toujours sous la direction de Marc Minkowski et Res Musica note « Côté musique, il faut saluer la direction allante et altière de Marc Minkowski que l’on n’attendait pas à un tel niveau, à la tête de ses musiciens du Louvre-Grenoble. »
En 2005, Les Musiciens du Louvre-Grenoble sont conviés à jouer Mozart au festival de Salzbourg. Il s'agit de Mitridate, l'opéra que Mozart composa à 14 ans,   qui sera repris dans le cadre de l'intégrale Mozart en 2006 pour le 250ème anniversaire de sa naissance.
Retour à Offenbach en 2006 avec la mise en scène de Laurent Pelly pour La Grande-Duchesse de Gérolstein avec Felicity Lott.
En 2009 l'orchestre aborde pour la première fois Wagner au théâtre du Châtelet en présentant son premier opéra achevé, Die Feen (Les Fées). Pour fêter le bicentenaire de la naissance de Richard Wagner, il présente à Grenoble puis à Vienne, en janvier 2013, la reconstitution du concert donné par Wagner lui-même le 11 janvier 1863 au Theater an der Wien. L'orchestre fête aussi au cours de la saison 2012-2013 le trentième anniversaire de sa création par une série de concerts à Grenoble et Paris puis une tournée en Asie (Tokyo, Kanazawa, Hong Kong, Shanghai, Séoul, Jakarta) au premier trimestre 2013, suivie d'une série de concerts à Grenoble, en France et en Europe. au deuxième trimestre 2013.
En 2014, c'est l'interprétation de la Chauve-souris, en français, qui ouvre la 300ème saison de l'Opéra Comique à Paris, et l'orchestre est à nouveau salué pour sa « prestation de premier plan avec les musiciens du Louvre Grenoble, par l’utilisation d’instruments spécifiques (basson, cors à pistons et trombones français, trompettes à palettes allemandes et les bois et les cordes modernes) »

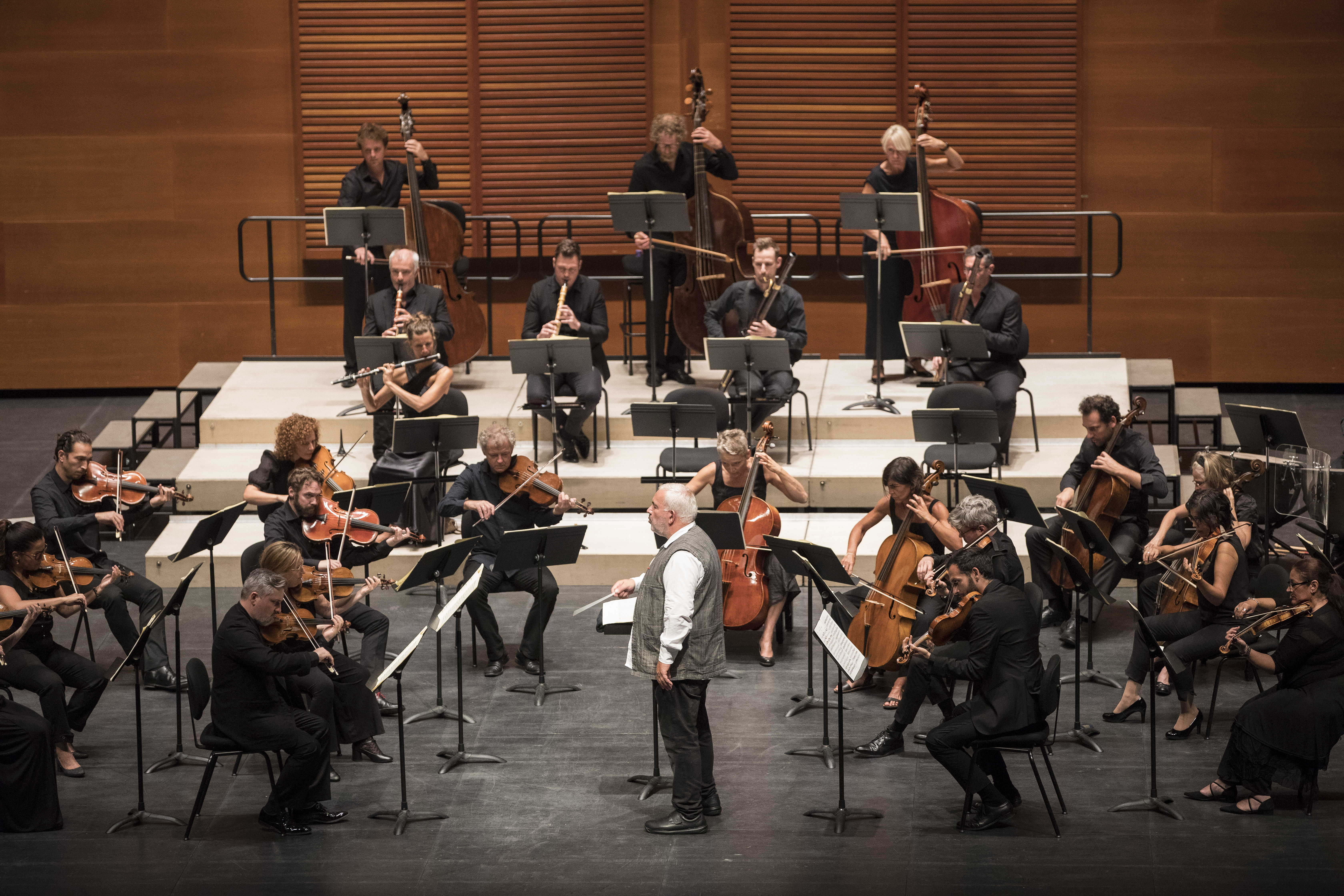
Les Musiciens du Louvre en 2020.

Le 6 décembre 2014, la municipalité d'Éric Piolle annonce la suppression de sa subvention annuelle de 438 000 € aux Musiciens du Louvre Grenoble, ce qui pourrait provoquer un coup fatal à cet ensemble en 2016, selon son président Pascal Lamy. Elle évoque cependant d'aider l'orchestre en « optimisant son budget » ou en lui trouvant une autre ville pour l'accueillir. Marc Minkowski, déplorant l'« ingratitude » de la mairie de Grenoble, commente : 

« L'appréhension de la culture en politique devrait se faire par des gens qui ont longuement étudié la question, comme nous les musiciens étudions notre instrument. »

L'orchestre prend alors le nom « Les Musiciens du Louvre ».
En juillet 2015, Marc Minkowski est nommé directeur de l'opéra national de Bordeaux et laisse entendre qu'il pourrait laisser la direction de l'orchestre grenoblois à un autre chef.
La ville de Grenoble maintient toutefois l'hébergement gratuit des Musiciens du Louvre, en centre-ville, dans l’ancienne chapelle du couvent fondé au XVIIe siècle par l’ordre des Minimes, où se trouvent les bureaux de l'association et la salle Olivier-Messiaen, auditorium destiné à la musique classique.
L'ensemble musical est subventionné par la région Auvergne-Rhône-Alpes et le ministère de la Culture (DRAC Auvergne-Rhône-Alpes), et soutenu par plusieurs entreprises (Air Liquide, La Banque Postale, Steap Stailor, A2A, Deloitte…).

## Projet musical
Les Musiciens du Louvre s'inscrivent dans le renouveau en France de la musique baroque et plus généralement dans la pratique de la musique interprétée sur des instruments et dans le style d'époque. Le projet des Musiciens du Louvre est de proposer une relecture progressive du répertoire symphonique et lyrique conduisant du baroque à la musique moderne et de remettre au programme certaines œuvres qui ont été délaissées pour des raisons obscures ou injustifiées. Ce projet fait des Musiciens du Louvre l'un des ensembles les plus évolutifs, inventifs et originaux au monde.

### Répertoires abordés
L'ensemble s'est ainsi fait remarquer pour sa relecture notamment des œuvres de Haendel, de Purcell et de Rameau mais également de Haydn et de Mozart, pour citer les plus significatives. Ce cheminement les conduit naturellement à aborder les répertoires de plus en plus tardifs avec une prédilection pour la musique française du XIXe siècle, à commencer par l'intégrale des symphonies de Schubert. Ils participent dès lors à des projets autour de Berlioz (La Symphonie fantastique, Les Nuits d'été, Harold en Italie) et de Jacques Offenbach (en particulier La Belle Hélène et La Grande-duchesse de Gérolstein) mais aussi de Georges Bizet (Carmen et L’Arlésienne) et de Gabriel Fauré (Musique de Théâtre).
Considéré comme l'un des meilleurs orchestres au monde par le quotidien britannique The Guardian, l'ensemble se voit confier de nombreux projets dans une grande variété de répertoires qui vont de Claudio Monteverdi à Igor Stravinsky, qu'il présente à Grenoble, Paris, en France et à l'étranger.

### Ouverture vers l'opéra
L'opéra a pris rapidement une part croissante dans l'activité de l'orchestre et le répertoire s'élargit vers d'autres univers : Monteverdi (Le Couronnement de Poppée en 2000 au festival d'Aix-en-Provence), Gluck (Armide en 1992), Mozart (La Flûte Enchantée à la Ruhr Triennale, L'Enlèvement au Sérail au festival d'Aix-en-Provence, Mitridate en 2005 pour leur première prestation en fosse au festival de Salzbourg) mais surtout les productions d'Iphigénie en Tauride de Gluck à l'Opéra de Paris, Carmen de Bizet (mai 2007), Die Feen de Wagner (mars 2009) au Théâtre du Châtelet et Les Noces de Figaro de Mozart au Théâtre des Champs-Élysées attirent une critique élogieuse. Au cours de son activité professionnelle foisonnante, l'ensemble a entrepris plusieurs tournées importantes en Europe de l'Est, en Asie, en Amérique du Sud et au Japon.

## Présence au niveau local
À partir de 2005, Marc Minkowski décide de créer l'Atelier des musiciens du Louvre, projet qui a pour vocation d'être une présence de l'orchestre Les Musiciens du Louvre dans la région Rhône-Alpes et d'aller à la rencontre des publics les plus isolés. Il s'agit de multiplier les partenariats avec divers acteurs culturels (comme Musée en musique) mais plus particulièrement régionaux (comme l’Agence iséroise de diffusion artistique) et à offrir à un public renouvelé une rampe d'accès vers les grands concerts de la saison de l'orchestre à travers des créations musicales originales, des projets pédagogiques et des projets de sensibilisation, notamment du jeune public.
Ainsi des concerts en petites formations (deux violons, violon et piano-forte, deux violons et clavecin etc.) sont donnés dans divers lieux à travers l'Isère : château du Touvet, église de Corenc, CHU de Grenoble à La Tronche, théâtre Sainte-Marie-d'en-bas ou auditorium du musée de Grenoble, mais aussi au cours des tournées (ainsi le 27 janvier 2012 au Mozart Museen à Salzbourg et le 9 mars 2013 à Bandung, pendant la tournée en Asie).

### La présence des Musiciens du Louvre sur le territoire rhônalpin
L'Atelier est un volet de l'activité de l'orchestre qui joue le rôle d'une rampe d'accès vers les grands concerts de la saison Les Musiciens du Louvre. Son action territoriale vise au développement des publics les plus larges et les plus divers en proposant notamment des projets musicaux de haute qualité artistique aux spectateurs les plus isolés du département de l'Isère et de la région Rhône-Alpes, avec la nécessité permanente de mettre en valeur le projet artistique de l'orchestre.

### Les projets de l'Atelier
Les différents projets de l'Atelier menés par l'association des musiciens permanents et intermittents de l'orchestre ont pour articulation et objet :
- la mise en valeur de la musique et des registres baroque, classique et romantique sur instruments d'époque avec notamment la redécouverte du répertoire français du XIXe siècle,
- des projets musicaux, de format souvent originaux, adaptés à une diffusion dans et hors des réseaux habituels de la musique classique,
- des projets pédagogiques à destination du jeune public et/ou à destination des élèves des conservatoires et des écoles de musique du département de l'Isère et de la région Rhône-Alpes,
- des projets de formation professionnelle à destination des conservatoires et des écoles de musique du département de l'Isère et de la région Rhône-Alpes,
- des projets de sensibilisation et d'éveil musical,
- des créations scéniques légères (pour une diffusion en tournée régionale),
- la vulgarisation de la musique de chambre.

## Enregistrements
La discographie comprend des œuvres de :
- Lully (Phaëton, Acis & Galatée, les Comédies-Ballets)
- Charpentier (Le Malade imaginaire H 495, Messe de minuit H 9, Te Deum H146)
- Marais (Alcione)
- Blamont (Didon)
- Clérambault (Le Soleil vainqueur des Nuages)
- Mouret (Les Amours de Ragonde)
- Stuck (Héraclite & Démocrite)
- Rebel (Les Élémens)
- Rameau (Hippolyte & Aricie, Platée, Dardanus[24], Les surprises de l'Amour [suites], Anacréon, Le Berger fidèle, Une symphonie imaginaire[25]), "Nouvelle symphonie".
- Mondonville (Titon et l'Aurore, Sonates en symphonies)
- Gluck (Armide, Iphigénie en Tauride, Orphée et Eurydice)
- Méhul (Symphonies no 1 et no 2)
- Berlioz (Symphonie fantastique et Herminie avec le Mahler Chamber Orchestra et Aurélia Legay, "Les Nuits d'été" avec Anne Sofie von Otter, "Harold en Italie" avec Antoine Tamestit)
- Offenbach (La Belle Hélène, La Grande-Duchesse de Gérolstein, Concerto pour violoncelle et autres pièces orchestrales, gala avec Anne Sofie von Otter, Orphée aux Enfers, A Concert of Music by Offenbach)
- Handel (Il trionfo del Tempo e del Disinganno, La resurrezione, Messiah, Hercules[26], Amadigi, Teseo, Ariodante, Giulio Cesare, "Alcina", Concerti Grossi opus 3, Dixit Dominus et motets romains, Delirio amoroso et cantates avec Magdalena Kozena, Haendel Scarlatti Caldara Opera Proibita avec Cécilia Bartoli)
- Haydn (les 12 Symphonies londoniennes)
- Mozart (Mitridate [DVD], Die Entführung aus dem Serail [DVD], Don Giovanni [arrangement pour octuor à vent par Triebensee], Jupiter)
- Monteverdi (L'incoronazione di Poppea [DVD])
- Stradella (San Giovanni Battista)
- Rossini (L'inganno felice [sous le nom de Concert des Tuileries])
- Bizet (L'Arlésienne)
- Bach (La Messe en Si, "Johannes Passion")
- Schubert (les symphonies)